# Rożdżałów-Kolonia
Rożdżałów-Kolonia – kolonia w Polsce położona w województwie lubelskim, w powiecie chełmskim, w gminie Chełm.
| SIMC    | Nazwa    | Rodzaj     |
| ------- | -------- | ---------- |
| 1025580 | Pod Górą | przysiółek |

Miejscowość istnieje samodzielnie od 1970 r., wcześniej w 1961 r. występuje wspólnie z Rożdzałowem wsią. W latach 1975–1998 miejscowość administracyjnie należała do województwa chełmskiego.
Kolonia wchodzi w skład sołectwa Rożdżałów gminie Chełm. Według Narodowego Spisu Powszechnego (III 2011 r.) liczyła 65 mieszkańców i była 36. co do wielkości miejscowością.